# Masane Tsukayama
Masane Tsukayama (津嘉山正種, Tsukayama Masane, né le 26 février 1944 à Naha) est un acteur, doubleur (seiyū) et narrateur japonais.

## Filmographie

### Cinéma
- 1980 : C'est dur d'être un homme : Okinawa mon amour (男はつらいよ 寅次郎ハイビスカスの花, Otoko wa tsurai yo: Torajirō haibisukasu no hana?) de Yōji Yamada : médecin
- 1982 : C'est dur d'être un homme : L'Indécis (男はつらいよ 寅次郎あじさいの恋, Otoko wa tsurai yo: Torajirō ajisai no koi?) de Yōji Yamada : Kanbara
- 1991 : C'est dur d'être un homme : La Confession (男はつらいよ 寅次郎の告白, Otoko wa tsurai yo: Torajirō no kokuhaku?) de Yōji Yamada
- 1992 : La Mousse lumineuse (ひかりごけ, Hikarigoke?) de Kei Kumai : l'avocat
- 1997 : C'est dur d'être un homme : Retour à Okinawa (男はつらいよ 寅次郎ハイビスカスの花 特別篇, Otoko wa tsurai yo: Torajirō haibisukasu no hana tokubetsuhen?) de Yōji Yamada : médecin
- 2000 : Dora-heita (どら平太?) de Kon Ichikawa : Satō Tatewaki
- 2001 : The Yin-Yang Master (Onmyōji) de Yōjirō Takita : narrateur
- 2002 : Hi wa mata noboru (陽はまた昇る) de Kiyoshi Sasabe : Watarai, le directeur général de JVC
- 2012 : Our Homeland de Yang Yong-hi :
- 2020 : Fukushima 50 de Setsurō Wakamatsu : Keizo Izaki

### Animations télévisées
- Akagi (Iwao Washizu)
- Bakumatsu Kikansetsu Irohanihoheto (Narrateur)
- Blocker Gundan 4 Machine Blaster (Billy Kenshirō, Narrateur)
- Bye-Bye Liberty Crisis (Jimmy Kantz)
- Dokaben (Hayato Kagemaru)
- Fullmetal Alchemist (Karl Haushofer)
- In Memory of the Walther P-38 / Island of Assassins (Docteur)
- Tobaku Mokushiroku Kaiji (Hyōdō Kazutaka)
- Majin Tantei Nōgami Neuro (Eisuke Harukawa, HAL)
- Mechander Robo (Général Ozmel)
- Le Merveilleux Voyage de Nils Holgersson à travers la Suède (Père de Nils)
- Ulysse 31 (NHK BS édition) (Ulysse)
- Witch Hunter Robin (Liste des personnages de Witch Hunter Robin (en))
- One Piece (Gol.D Roger, remplaçant Chikao Ōtsuka)

### OVA
- Legend of the Galactic Heroes (Ernst von Eisenach)
- Chinmoku no kantai (Shirō Kaieda)

### Animations théâtrales
- Détective Conan : Le Fantôme de Baker Street (Thomas Schindler)
- Fullmetal Alchemist: Conqueror of Shamballa (Karl Haushofer)
- Jungle Emperor Leo (Leo)
- Millennium Actress (L'homme effrayé)
- Pocahontas (film, 1995) (Chief Powhatan)
- Steamboy (James Edward Steam)
- Street Fighter II: The Animated Movie (Guile)
- La Planète au trésor (Narrateur)
- Yellow Submarine (film) (John Lennon)

### Doublage
- Batman Begins (Friday Road Show édition) (2005) (Henri Ducard)
- Bram Stoker's Dracula (1992) (Count Dracula) (Japanese Dub 1)
- Le Monde de Narnia : Le Lion, la Sorcière blanche et l'Armoire magique (The Chronicles of Narnia: The Lion, the Witch and the Wardrobe) (2005) (Aslan)
- Field of Dreams (1989) (Ray Kinsella)
- Gangs of New York (2002) ("Priest" Vallon)
- Les Canons de Navarone (TBS édition) (1961) (Captain Keith Mallory)
- JFK (1991) (Jim Garrison)
- Kingdom of Heaven (2005) (Godfrey of Ibelin)
- Roman Holiday (1953) (1992 TBS and 2004 television éditions) (Joe Bradley)
- La Mutante (1995) (DVD édition) (Xavier Fitch)
- Star Wars, épisode I : La Menace fantôme (1999) (Qui-Gon Jinn)
- L'Arnaque (The Sting) (1973) (Thursday Yōga Theater édition) (Henry "Shaw" Gondorff)
- Terminator 2: Judgment Day (1991 video édition) (1991) (Terminator)
- Les Incorruptibles (film, 1987) (1987) (Thursday Yōga Theater édition) (Eliot Ness)

### Jeux vidéo
- Fate/stay night Realta Nua (Zōken Matō)
- White Knight Chronicles (Eldore)
- Cyberpunk 2077 (Saburo Arasaka)

### Drama CD
- Fate/Zero (Zōken Matō)